# Tamba apicata
Tamba apicata är en fjärilsart som beskrevs av George Francis Hampson 1902. Tamba apicata ingår i släktet Tamba
 och familjen nattflyn. Inga underarter finns listade i Catalogue of Life.